# 시티레이서
시티레이서(CTRacer)는 2002년 9월, 현대디지털엔터테인먼트에서 처음으로 개발하고 2003년 3월에 정식서비스 출시가 되어, 대한민국 서울특별시의 강북 지역과 강남 지역, 부산광역시, 중화인민공화국 상하이 및 미국 뉴욕의 맨해튼의 지역을 배경으로 하는 레이싱 게임이다. 처음 서비스를 시작했을 때는 서울의 강북(A 섹션)만으로 시작하였고, 2003년 10월 11일 강남(B 섹션)을, 2005년 12월 29일에는 중국 상해 지역을, 2012년 9월 25일에는 미국 뉴욕의 맨해튼 지역을 구현해 공개하였다. 2008년 12월, 현대디지털엔터테인먼트에서 엠플래닛(구 모빌 플래닛)으로 개발권이 넘어갔다. 또한 2009년 6월 30일 부산맵이 업데이트되었으며 중국 상하이는 부산맵 업데이트 이후 삭제된 후 2009년 12월 22일 버그 등을 수정하고 다시 업데이트되었다. 2017년 2월 23일, 엠플래닛(구 모빌 플래닛)에서 신윤인터네셔널코리아로 개발권이 넘어갔다.

## 게임 모드

### 차고,카페
- 차고: 시티레이서에서 가장 처음 볼 수 있는 곳이며 가장 기본적인 장소이다. 이곳에서는 차고뿐만 아니라 게임 시작, 차량 튜닝, 차량 구입, 서킷과 다운힐 입장, 길드시스템, 창고, 플레이어 정보, 옵션 등을의 메뉴가 있다.
- 카페: 게임을 시작하고 채널에 입장시 보이는 곳. "파워업" 상점 , "드라이빙업" 상점 , "스폐셜" 상점 등이 있으며 유저와 1:1 거래를 통해 아이템을 구매/팔기가 가능하다. 기본적인 초기 튜닝템들은 카페에 있는 상점에서 구입 할 수 있다. 이때 숙련치(TP, Technical Point)를 필요로 하는 아이템들이 있는데 이는 퀘스트를 통하여 올릴 수 있다. 2018년, UI업데이트로 차고상점에 위치하게 되었다.

### 이벤트 시스템
처음에는 운영자가 예고없이 실행하는 종료하는 돌발성 이벤트였으나, 현재는 시작 및 종료시간이 예고된다.
- 폭주 타임: 줄여서 '폭타'라고 흔히 부른다. 이벤트가 시작되면 각 섹션별로 정해진 구역에 폭주 시작지점을 알려준다.(예:강남역 폭주 대기중입니다.) 이 때 레드팀과 블루팀으로 유저는 원하는 곳에 가서 스페이스바를 눌러 참여를 할 수 있다. 이후 폭주 시작지점 기준으로 총 5개의 코스가 주어지고 참여시간 전까지 대기를 하면 된다, 만약 참여한 팀에서 나가고 싶으면 esc키를 눌러 참여취소를 하면 되지만 폭주 대기시간이 초과되면 불가능하다.

- 골든 타임: '골타'라고 줄임말로 부르는 이 시스템은 메인 필드의 아무 퀘스트 완료 시 받는 명성치와 CT머니를 2배로 지급한다. 타 게임과 다르게 시티레이서의 2배는 상당히 큰 차지를 한다. 단, 서킷이나 다운힐에서는 제외된다.

- 드랍률 200%: 퀘스트 완료시 받을 수 있는 아이템의 드랍 확률이 2배로 늘어난다. 말이 2배이지 그 만큼 평소에 아이템 드랍하는 확률이 높지 않다는 것을 보여준다.

드랍율 2배 이벤트가 진행되면 하단 부분에 현재 드랍률 2배 증가 이벤트가 진행하고 있습니다.라며 빨간색 멘트가 뜬다.
- 협력 이벤트: 필드서 협력이벤트가 하게 되면 주어진 임무를 완료하면 120분간 명성,CT.TP 드랍률 중 1개를 1.5배를 받을 수 있다. 주어진 임무는 코스레코드 200회가 주어 지며 레코드를 유저들이 합쳐 성공하여

완료 되면 120분간 명성,CT,TP,드랍률 중 1.5배를 받을 수 있다. 협력이벤트가 하게 되면 tp,ct,명성,드랍 중 한개 120분간 1.5배라고 띄어주고 임무 성공하게 되면 120분간 1.5배를 받게 된다.

### 프리 런(메인필드)
실제 지역과 유사하게 구현된 맵 위에서 자유롭게 차량을 살수 있는 모드. 퀘스트 또는 다른 유저와의 배틀을 수행할 수 있으며 단순히 시내를 돌아다니기만 하는 것도 가능하다.
- 퀘스트: 도로변의 퀘스트 존에서 부여받을 수 있으며 코스 레코드, 로드 런너, 로드 런너 헌터의 세 가지 방식이 있다. 미니맵에 보라색 점으로 표시.
  - 코스 레코드 퀘스트는 특정 지역에 정해진 시간 내에 도달하면 상금과 명성, TP를 얻는 퀘스트이다. 코스 레코드 모드 중 '도전' 모드를 수행하면 기록을 세울 수 있는 조건이 발생된다.
  - 로드 런너 퀘스트와 로드 런너 헌터 퀘스트는 해당 퀘스트를 받은 유저 간의 대결 방식으로 이루어지는 퀘스트이다. 런너는 헌터의 견제를 피해 정해진 코스를 완주해야 하며, 헌터는 런너를 일정 시간 동안 근거리에서 추적하여 체포해야 한다.

- 데일리: 각 섹션마다 수행할 수 있는 데일리가 존재하는데, 강북은 CT, 강남은 TP, 부산은 럭키박스, 맨하탄은 UC조품이 있다. 완료시, 보상하기를 눌러야만 받을 수 있다. 강북과 강남은 클릭 즉시 수령, 아이템화인 부산과 맨하탄은 보관함에서 수령하기를 해야만 받을 수가 있다. 목적지에 도달하지 못하거나 시간초과 되면 실패가 되므로 다시 해야 한다.
- 러쉬체크: 이번에 새로 생긴 퀘스트이며 현재 베타중이다. 시작을 하면 1만CT가 지불되며 지도상에 있는 제한속도를 초과하여 통과 하여야 하며 제한시간 내 목적지에 들어 와야 성공을 할 수 있다. 또한 등급이 나눠져 있고 F-S등급이 있다.

카메라에서 속도 높은 곳을 많이 찍으면 점수가 쌓이며 S등급은 3000점이다. 카메라를 다 통과 하였으나 목적지에 도달하지 못하고 시간초과 되면 실패가 되므로 다시 해야 한다.
- 배틀: 배틀은 두 사용자 간에 일대일로 이루어지며, 친선 배틀과 목적지 배틀의 두 가지 방식이 있다.
  - 친선 배틀은 두 사용자가 동시에 출발하여, 뒤처지는 쪽의 에너지 바가 점점 줄어드는 방식으로 진행되며 에너지 바가 0이 되는 쪽이 패배한다. 뒤처진 사용자는 반드시 앞에서 달리는 상대를 따라 주행해야 하며, 갈림길에서 다른 쪽으로 갈 경우에는 자동으로 패배한다. 가끔 렉으로 인해 자신이 먼저 앞서가는데도 WRONG WAY 라며 패배 처리가 되는 경우도 있다. 유저 간 거리차이가 좁으면 게이지 소모가 매우 조금 되며 거의 붙어 있다 싶으면 그냥 깜빡 거릴 정도만 된다. 이러한 친선 배틀은 승/패 전적에만 영향을 주고 명성치에는 아무런 페널티를 받지 않는다.
  - 목적지 배틀은 특정 목적지에 먼저 도달하는 사람이 승리하는 방식으로 코스 레코드와 매우 흡사한 기능을 가지고 있다. 목적지 배틀의 경우 친선 배틀과 다르게 전적 이외에 명성치에도 영향이 있으며, 닉네임에도 영향을 준다. 자신의 레벨보다 많이 낮은 유저와 했을 경우에 승리하면 명성치를 얻지 않고 반대로 패배한 경우 상당한 명성치를 잃는다.

### 서킷(챔피언쉽)
챔피언쉽에는 드리프트,개인전,팀전 등의 다양한 경기를 할 수 있으며 최대 인원은 16명이고 드리프트 경기는 2명이다.
그리고 기본적으로 방을 만들기 위해서는 입장료를 설정해야한다. 관전 기능도 있지만 관전을 거부할 수도 있다.
- 드리프트: 드리프트 경기는 코스가 총 4가지로 A B C D 코스가 있다. 드리프트 경기의 방식은 점수를 제일 높게 얻은 유저가 이기는 방식이다.

득점방식은 차량의 각도와 속도로 점수를 얻는다.
경기는 한번에 2번 이루어지며 점수를 합쳐 제일 높은 유저가 이긴다. 이긴 경우에는 명성치 2와 TP를 얻는다.
- 개인전: 개인전은 최소 1명만 있으면 게임을 시작할 수 있다.

4명 이상 플레이 할 경우 1등에게는 명성치 2와 TP 가 주어지며 약간의 확률로 아이템을 얻을 수도 있다.
그리고 레벨 2부터는 기록을 할 수도 있다.
- 팀전: 팀전은 최소 블루 팀 레드 팀 각 1명씩 있어야지 경기를 시작할 수 있다. 팀전은 개인전과 다르게 팀원이 언제 들어왔냐에 따라

주어지는 점수가 달라진다. 4명 이상 했을 시 1등에게는 명성치 2와 TP가 주어진다.

### 다운힐/클라임힐
최초 이 레이싱 모드는 이니셜D 제작자들과 공동적으로 제작한 신개념 레이싱 모드로써, 흔히 오락실에서 하던 레이싱 모드 컨셉을 갖고 있다. 모드는 다운힐/힐클라임 2가지로 나뉘는데 처음에는 다운힐만 있었다가
이후에는 힐클라임도 생겼다. 다운힐은 정방향이라면 힐클라임은 역방향으로 가는 것이다. 정방향에 익숙해져 있다보면 역방향으로 간다는 것은 상당히 헷갈릴 수 있다. 챌린지모드와 배틀모드가 있다. 국내의 남한산성 맵도 추가되었다.
- 챌린지모드: 혼자서 플레이한다. 도착시 시간의 경과에 따라 소액의 상금을 받을 수 있으며 점수를 획득하여 잠긴 맵을 풀 수 있는 CD게임 컨셉이다.

- 배틀모드: 다른 유저와 경쟁을 하는 모드. 최대 4명이 한 맵에서 플레이 할 수 있으며, 상금을 걸고 시작하여 등수에 따라 받는 상금의 양이 달라진다. 1등을 할 경우 명성치가 2 올라간다. 다운힐 배틀모드는 서킷과 달리 2인 플레이를 하여도 아이템을 드랍할 수 있다.

## 그 밖의 시스템

### 유지보수
원활한 주행을 위해서는 지속적인 주유 및 정비를 통해 차량을 관리해 주어야 하며, 튜닝을 통해 차량의 성능을 향상시킬 수 있다. 튜닝에 필요한 부품은 상점에서 돈을 지불하고 구입할 수 있으며, 성능이 떨어지는 차를 개조하는 대신 성능이 높은 다른 차량을 구입할 수도 있다. 또한 차량의 외관을 사용자의 취향에 따라 꾸밀 수 있다.

### 라이센스
일종의 자격증과 같은 의미를 가지며 처음 시작하는 사용자에게는 C급 라이센스가 발급된다. 자격요건을 충족시킨 뒤 미션을 수행하면 상급의 라이센스를 획득할 수 있으며 라이선스를 획득할 때 해당 라이센스 이상에서만 사용할 수 있고 상점에서는 판매하지 않는 튜닝용 부품을 지급 받게 된다.

### 길드
게임 내에서 사용자들을 모아 길드를 조직하여 활동할 수 있다. 구성원들의 배틀 성적에 따라 결정되는 길드 명성치가 존재하며 이를 통해 길드들의 순위가 매겨진다.

### 아이템 드랍
각종 퀘스트와 챔피언십(개인전), 다운힐(배틀모드)를 성공 할 경우 일정 확률로 아이템을 얻을 수 있다. 상점에서 판매하는 아이템보다 더 질이 낮은 아이템도 있고, 상점에서는 판매하지 않는 고급 아이템도 있다. 스페셜 상점에 자리 잡은 아이템 탐지기를 구입하면 드랍할 확률이 더 높아지며, CT머니로 구입할 수 있는 아이템 탐지기, 캐시로 구입할 수 있는 탐지기 2가지로 나뉘어 있다.
CT머니로 구입하는 아이템 탐지기의 경우 아이템 드랍 확률을 최대 40%의 확률을 상승시킨다. 퀘스트를 계속 수행하다보면 확률에 적중되어 랜덤하게 아이템 1개를 얻지만 퀘스트 1회 당 아이템 드랍 안되어도 배터리가 소모된다. 캐시로 구입하는 아이템 탐지기의 경우 아이템 드랍 확률이 최대 50%의 확률을 갖고 있으며 퀘스트 1회 당 100% 랜덤하게 아이템을 받는다. 아이템 설명에는 추가 아이템 드랍확률 +%가 있으며, 퀘스트 보상을 받을 때 이따금씩 1번 더 아이템을 받을 수 있을 때도 존재한다.

### PC방 프리미엄 서비스
처음 시티레이서는 Nplay PC방이라는 서비스에 속해 Nplay 가입 PC방에서만 프리미엄 서비스 혜택이 제공되었다.
2017년 10월, Nplay 측의 매출 저조로 인한 서비스 종료가 진행되면서 현재는 PC방 프리미엄 서비스 제공이 진행되지 않고 있다고 운영자측이 밝혔다. 하여 현재는 시티레이서 PC방 가맹점이 없는 점 확인 부탁드립니다라며 밝히기도 했다.
가정에서 PC방 효과를 보는 '지피방' 시스템을 막기 위해 현재는 개인 캐시를 통해 최소 3일부터 최대 30일 기간제인 서비스 프리미엄 이용권을 게임내 상점에서 구입할 수 있다.
프리미엄 서비스 혜택은 퀘스트 완료 보상 시 명성치 ×2 와 TP ×2, 아이템 탐지기의 배터리 소모량 -1 을 감소시키며, 전용 PC방에서만 구매할 수 있었던 팩토리 첨가 아이템 '골드믹스' 아이템을 구입할 수 있다.
초기, 가맹점에서 플레이를 하면 PC방 프리미엄 서비스라고 좌측 상단에 표시가 되었고(현재는 비활성화한 상태와 동일), 개인이 캐시로 구매한 경우 활성화한 날짜와 시간으로부터 기간제만큼 프리미엄 서비스 이용중 2020-1-1(날짜) 00:00(시간) 종료라고 표시된다.